# Emily Smith
Emily Smith (épouse Chalker) née le 28 juillet 1992 à Crookwell, est une joueuse de hockey sur gazon australienne. Elle évolue au poste d'attaquante au NSW Arrows et avec l'équipe nationale australienne.
Elle a participé aux Jeux olympiques d'été de 2012,,, 2016 et 2020.

## Carrière

### Coupe du monde
- : 2014
- Top 8 : 2018

### Coupe d'Océanie
- : 2017
- : 2019

### Jeux olympiques
- Top 8 : 2012, 2016, 2020